# Invasione di Ryūkyū
L'invasione delle Ryūkyū (琉球侵攻?, Ryūkyū Shinkō) da parte delle forze del dominio di Satsuma avvennero tra marzo e maggio 1609 marcando l'inizio del vassallaggio del regno delle isole al clan Shimazu. Le forze d'invasione incontrarono una dura resistenza ma riuscirono alla fine a prevalere. Il regno delle Ryūkyū rimase vassallo degli Shimazu, anche se parzialmente indipendente, fino all'annessione al Giappone nel 1879, diventando la prefettura di Okinawa.

## Antefatti[1]
Intorno al 1590 al governo reale di Ryūkyū fu ordinato, da Toyotomi Hideyoshi, tramite agenti del clan Shimazu di Satsuma, di fornire truppe, armi e altre munizioni per aiutare nelle sue invasioni della Corea. Il re Shō Nei rimandò, e andò oltre, informando la dinastia Ming dei piani di Hideyoshi con una lettera di Jana ueekata nel 1591. Tuttavia alla fine spedì un po' più della metà delle scorte richieste dagli Shimazu, per proteggere il regno da violente ripercussioni. Questo fu solo uno di una serie di casi in cui il regno rifiutò o ignorò richieste da parte degli Shimazu e Hideyoshi. Quest'ultimo nel 1592 riconobbe le Ryūkyū come parte del Giappone sotto il controllo degli Shimazu. Hideyoshi morì nel 1598 e fu sostituito pochi anni dopo da Tokugawa Ieyasu. Shō Nei ignorò il riconoscimento del nuovo shogunato Tokugawa e che il suo regno servisse da intermediario per aiutare i Tokugawa a stabilire relazioni formali con i Ming.
Nel 1603 alcuni marinai Ryūkyū furono gettati a terra sulla costa del clan Date nella regione di Tōhoku. Tokugawa Ieyasu li rimandò a Ryūky. Gli Shimazu chiesero alle Ryūkyū di ringraziare Ieyasu ma questi ignorarono la richiesta. Gli Shimazu quindi chiesero di avviare una spedizione punitiva contro il regno. Circa 100 navi che trasportavano 3 000 soldati si sono concentrarono nel porto di Yamakawa il 1 marzo 1609. Ichirai Magobee, che prese parte alla missione, scrisse un diario che documentò la spedizione. La flotta lasciò il porto il 4 marzo sotto il comando di Kabayama Hisataka e Hirata Masumune.

## La campagna

### Isola di Amami
La flotta Shimazu arrivò ad Amami Ōshima il 7 aprile, dove il popolo non pose resistenza, ma assistette l'esercito Shimazu. Tameten (笠利首里大屋子為転), il capo di Kasari, era un sottoposto di Kabayama e chiese al popolo dell'isola di arrendersi. Shigetedaru (焼内首里大屋子茂手樽), il capo di Yakiuchi, rifornì l'esercito Shimazu. Il 10 aprile, Shō Nei fu informato dello sbarco di Satsuma ad Amami, e spedì Ibun (天龍寺以文長老), sacerdote del tempio di Tenryu, ad Amami per arrendersi, ma Ibun non raggiunse l'esercito di Satsuma per ignoto motivi. Il 16 aprile, 13 navi Satsuma partirono per l'isola Tokuno come avanguardia, e le altre lasciarono Amami alle 6 del mattino del 20 aprile.

### Isola di Tokuno
Il 17 aprile 13 navi arrivarono all'isola di Tokunoshima e si dispersero. Due navi arrivarono a Kanaguma ma incontrarono resistenza. Otto navi arrivarono a Wanya. Le navi furono assediate per tutta la notte da 1 000 uomini. Il 18 aprile le truppe Shimazu sbarcarono, spararono tra la folla e uccisero 50 persone. Tre navi arrivarono ad Akitoku, e furono attaccate in riva al mare dal popolo Akitoku. Tuttavia le truppe reagirono rapidamente e uccisero 20-30 uomini. Il resto della flotta arrivò anche ad Akitoku alle 16:00 del 20 aprile. Il 21 aprile Kabayama partì per l'isola di Okierabu con 10 navi. Altri lasciarono Tokuno alle 10 del mattino, il 24 aprile, e arrivarono a Okierabu al tramonto. Si unirono a Kabayama e rapidamente partirono per l'isola di Ryūkyū.

### Isola Ryūkyū
La flotta Shimazu Arrivò al porto di Unten sulla penisola di Motobu nell'isola di Ryūkyū il 25 aprile alle 18:00. Il 27 aprile alcuni sbarcarono. Trovarono il castello di Nakijin deserto e incendiarono diversi luoghi. Non appena Shō Nei venne a conoscenza dell'arrivo degli invasori a Nakijin, chiamò Kikuin (菊隠), il maestro zen, dandogli un ordine reale: "Hai vissuto a Satsuma per diversi anni, quindi conosci i tre signori del clan Shimazu. Fa una proposta di pace ". Kikuin e la sua missione diplomatica lasciarono la capitale Shuri alle 8 del mattino, il 26 aprile, e arrivarono a Kuraha alle 12:00. Lasciarono Kuraha per Onna in barca. Il 27 aprile lasciarono Onna e arrivarono a Nakijin. Kikuin si incontrò con Kabayama, che ordinò colloqui di pace a Naha.
La mattina presto del 29 aprile la flotta Shimazu e Kikuin lasciarono il porto di Unten. Arrivarono a Ōwan, vicino a Yomitanzan, alle 18:00. La missione Ryūkyū partì immediatamente e arrivò a Makiminato alle 22:00, dove lasciarono la loro barca, e arrivarono a notte fonda. Kikuin riportò l'ordine di Kabayama a Shō Nei che arrivò a Naha la mattina presto. A Ōwan, Kabayama mandò alcuni dei suoi ufficiali a Naha per mantenere la sua promessa, mentre sbarcò gli altri uomini, perché sentì che c'era una catena all'ingresso del porto di Naha. "Se c'è una catena, nessuna nave può entrare nel porto." Kabayama e il suo esercito quindi sbarcarono a Ōwan e marciò verso Shuri.
Alle 2 del pomeriggio del 1 maggio, le navi Shimazu entrarono nel porto di Naha e iniziarono immediatamente colloqui di pace a Oyamise (親見世). A quel tempo ci fu un incendio a Shuri, e le forze di Kabayama reagirono avanzando. Alcuni ufficiali Shimazu corsero a Shuri da Naha e calmarono le truppe. Poiché Shō Nei diede a Kabayama il proprio fratello Shō Ko (尚宏) e tutti e tre i suoi ministri in ostaggio, Kabayama ordinò ai suoi uomini di tornare a Naha da Shuri, e tutto l'esercito Shimazu si raggruppò li alle 4 del pomeriggio. Il 4 maggio Shō Nei lasciò il castello di Shuri e il 5 maggio alcuni ufficiali Shimazu entrarono nel castello e iniziarono a fare un inventario dei tesori in esso custoditi.

## Conseguenze
Il 17 maggio Shō Nei lasciò il porto di Unten per Satsuma assieme a circa un centinaio dei suoi funzionari. Nell'agosto del 1610 incontrò lo Shōgun Tokugawa Ieyasu in ritiro nel castello di Sunpu. Fu poi portato a Edo, per un incontro formale con Shōgun Tokugawa Hidetada il 28 agosto. Il 24 dicembre arrivò a Kagoshima dove fu costretto ad arrendersi formalmente e porre numerosi giuramenti al clan Shimazu. Nel 1611, due anni dopo l'invasione, il re tornò al suo castello a Shuri. In assenza del re Kabayama Hisataka e il suo vice Honda Chikamasa governarono le isole per conto del loro signore Shimazu Tadatsune. 14 funzionari samurai di Satsuma, assieme a 163 membri del loro staff, esaminarono le strutture politiche e la produttività economica del regno e condussero indagini sulla terra di tutte le isole. Dopo il ritorno del re a Shuri e la ripresa della governance sotto l'establishment reale, alcuni funzionari Ryūkyū andarono a Kagoshima come ostaggi.
I documenti di consegna firmati a Kagoshima nel 1611 furono accompagnati da una serie di giuramenti. Al re e ai suoi consiglieri venne fatto giurare che "le isole Ryūkyū sono state fin dall'antichità una dipendenza feudale di Satsuma", e che esisteva una lunga tradizione di invio di tributi e di congratulazioni sulla successione dei signori Shimazu, anche se chiaramente non erano veri. I giuramenti comprendevano anche che il regno ammetteva la sua colpevolezza nell'ignorare e respingere numerose richieste di materiali e di manodopera, che l'invasione era giustificata e meritata e che il signore Shimazu era misericordioso e gentile nel permettere al re e ai suoi ufficiali di ritornare casa e rimanere al potere. Alla fine i consiglieri furono costretti a giurare fedeltà agli Shimazu per il loro re. Tei Dō, consigliere reale e comandante della difesa del regno contro l'invasione, rifiutò di firmare i giuramenti e fu successivamente decapitato.
Le Ryūkyū rimasero nominalmente indipendente, un "regno esotico" (異国, ikoku), per i giapponesi. Anche le strutture governative reali del regno rimasero intatte, assieme al suo lignaggio reale. Tuttavia, Amami Ōshima e una serie di altre isole settentrionali ora conosciute come isole Satsunan furono annesse al dominio di Satsuma, e rimangono tutt'oggi all'interno della prefettura di Kagoshima. Sebbene il Re avesse poteri considerevoli, gli fu permesso di operare solo in base a linee guida rigorose stabilite da Satsuma e fu obbligato a pagare regolarmente un considerevole tributo. Furono anche compiuti sforzi per nascondere il dominio di Satsuma sulle isole alla Corte cinese, al fine di assicurare la continuazione del commercio e della diplomazia, dal momento che la Cina rifiutò di condurre relazioni formali o scambi commerciali con il Giappone dell'epoca.
Questo quadro di linee guida era in gran parte definito da un documento chiamato a volte "Ingiunzioni di Quindici" (掟十五ヶ条, Okite jūgo-ka-jō), che accompagnava i giuramenti firmati a Kagoshima nel 1611 e che dettagliava le restrizioni politiche ed economiche imposte al regno. I divieti su commercio estero, diplomazia e viaggi al di fuori di quello ufficialmente permesso da Satsuma erano tra gli elementi principali di queste ingiunzioni. Le estese relazioni commerciali di Ryūkyū con la Cina, la Corea e il Sud-Est asiatico furono rivolte agli interessi di Satsuma, e varie leggi furono messe in atto proibendo le interazioni tra i giapponesi e i Ryūkyūani che viaggiavano tra le due nazioni insulari. Allo stesso modo i viaggi all'estero da Ryūkyū in generale e il ricevimento di navi nei porti di Ryūkyū erano fortemente limitati con eccezioni fatte solo per scambi ufficiali e viaggi diplomatici autorizzati da Satsuma.